# Alcatrazz
Alcatrazz was een heavymetalband opgericht in 1983 te Los Angeles door Graham Bonnet. 
De groep was samengesteld uit Graham Bonnet (vocalist), Yngwie Malmsteen (gitarist), Danny Johnson (gitarist), Gary Shea (basgitaar), Jimmy Waldo (klavieren) en Jan Uvena (drums).
Na het opnemen van de eerste twee albums verliet Malmsteen in 1985 de band en werd hij vervangen door Steve Vai die vertrok na het opnemen van het album Disturbing The Peace. De band ging verder met de overige vijf leden en nam het album Dangerous Games op. Hierna ging de groep in 1987 uit elkaar. 
Hun meest bekende liedje is God Blessed Video dat te horen is op het fictieve radiostation V-Rock in het computerspel Grand Theft Auto: Vice City.

## Discografie
- 1984 - No Parole From Rock'n'Roll
- 1984 - Live Sentence (live)
- 1985 - Disturbing The Peace
- 1986 - Dangerous Games
- 1988 - The Best of Alcatrazz